# Cattedrali in Benin
Questa è una lista delle cattedrali in Benin.

## Cattedrali cattoliche
| Cattedrale                                       | Arcidiocesi o Diocesi  | Località    | Immagine |
| ------------------------------------------------ | ---------------------- | ----------- | -------- |
| Cattedrale di Nostra Signora della Misericordia  | Arcidiocesi di Cotonou | Cotonou     |          |
| Cattedrale dei Santi Pietro e Paolo              | Diocesi di Abomey      | Abomey      |          |
| Cattedrale di Notre Dame de Fourvière            | Diocesi di Dassa-Zoumé | Dassa-Zoumè |          |
| Cattedrale di San Pietro Claver                  | Diocesi di Lokossa     | Lokossa     |          |
| Cattedrale dell'Immacolata Concezione            | Diocesi di Porto-Novo  | Porto-Novo  |          |
| Cattedrale dei Santi Pietro e Paolo              | Arcidiocesi di Parakou | Parakou     |          |
| Cattedrale del Sacro Cuore                       | Diocesi di Djougou     | Djougou     |          |
| Cattedrale della Beata Vergine del Monte Carmelo | Diocesi di Kandi       | Kandi       |          |
| Cattedrale dell'Immacolata Concezione            | Diocesi di Natitingou  | Natitingou  |          |
| Cattedrale di San Marco evangelista              | Diocesi di N'Dali      | N'Dali      |          |